# 똥파리
똥파리는 똥파리과에 속하는 곤충이다.

## 특징
똥파리의 몸길이는 10 mm 정도이다. 몸은 대체로 노란색을 띠며, 겹눈은 적갈색이고, 이마는 적등색으로 너비가 좁다. 가슴의 등판은 우윳빛이고, 양쪽 정중선 부위가 연한 갈색이다. 다리와 배는 전체가 황색 털로 덮여 있다. 각 다리의 종아리마디에는 쌍을 이룬 검은색 센털이 여러 개가 나 있다. 더듬이는 짧고, 배는 여섯 마디로 구성되어 있다.
숲 속에 많은데 이른 봄과 늦가을에 많이 발생하고, 사람과 동물의 똥이나 썩은 유기물에 모여든다. 또한 작은 벌레를 잡아먹기도 한다. 유충은 대부분 썩은 고기를 먹지만 식물질의 쓰레기나 동물의 똥에서 자라기도 한다. 간혹 살아 있는 동물에 기생하기도 한다. 전 세계에 1,000여 종이 있고, 한국에는 2종이 있다.
흔히 똥에 모여드는 속칭 '똥파리'는 이 종이 아닌, 금파리, 구리금파리, 쉬파리, 검정파리 따위를 일컫는 말이다.

## 아과
- 똥파리아과 (Scathophaginae)
  - Amaurosomini
  - Cleigastrini
  - Cordilurini
  - Gimnomerini
  - Hydromyzini
  - Microprosopini
  - 똥파리족 (Scathophagini)
- Delininae
  - Delinini

## 종류
- 똥파리아과 (Scathophaginae)
  - 똥파리족 (Scathophagini)
    - 똥파리속 (Scathophaga)
      - 왕똥파리 (Scathophaga mellipes) (Coquillett)
      - 똥파리 (Scathophaga stercoraria) (Linne)